# Phrurolithus luppovae
Espèce
Phrurolithus luppovae est une espèce d'araignées aranéomorphes de la famille des Phrurolithidae.

## Distribution
Cette espèce est endémique du Tadjikistan.

## Description
Le mâle décrit par Zamani et Marusik en 2020 mesure 2,02 mm et la femelle 2,31 mm.

## Publication originale
- Spassky, 1941 : Araneae palaearcticae novae VI. Folia Zoologica et Hydrobiologica, vol. 11, p. 12-26.